# Jam session
Termenul de jam session (traducerea mot-à-mot din limba engleză ar fi „sesiune aglomerată”) se referă la acțiunea de a improviza o piesă muzicală de către muzicieni care nu obișnuiesc să interpreteze în formula respectivă și care, într-un context relativ familiar, construiesc linii melodice noi bazându-se numai pe inspirația de moment.
Activitățile de tip „jam-session” sunt folosite de către muzicieni atunci când se urmărește compunerea unei piese muzicale noi sau abordarea unei melodii existente dintr-o nouă perspectivă. Muzicienii mai folosesc această activitate și ca metodă de Socializare de gen|socializare cu membrii propriei bresle.